# Guye Adola
Guye Adola (ur. 17 października 1990) – etiopski lekkoatleta specjalizujący się w biegach długodystansowych.
W 2014 zdobył dwa brązowe medale (indywidualnie oraz drużynowo) podczas rozegranych w Kopenhadze mistrzostw świata w półmaratonie. 
Rekord życiowy: półmaraton – 59:21 (29 marca 2014, Kopenhaga). 

## Osiągnięcia
| Rok  | Impreza                           | Miejsce     | Konkurencja            | Lokata      | Wynik   |
| ---- | --------------------------------- | ----------- | ---------------------- | ----------- | ------- |
| 2014 | Mistrzostwa świata w półmaratonie | Kopenhaga   | półmaraton             | 3. miejsce  | 59:21   |
| 2014 | Mistrzostwa świata w półmaratonie | Kopenhaga   | półmaraton (drużynowo) | 3. miejsce  |         |
| 2015 | Igrzyska afrykańskie              | Brazzaville | półmaraton             | 5. miejsce  | 64:22   |
| 2016 | Mistrzostwa świata w półmaratonie | Cardiff     | półmaraton             | 16. miejsce | 63:26   |
| 2020 | Mistrzostwa świata w półmaratonie | Gdynia      | półmaraton             | 22. miejsce | 1:00:50 |